# Нкоебе
Нкоебе (англ. Nkoebe) — одна з місцевих громад, що розташована в районі Цгутінг, Лесото. Населення місцевої громади у 2006 році становило 10 487 осіб.